# 中鋼集団総部大楼
中鋼集団総部大楼（ちゅうこうしゅうだんそうぶたいろう、繁体字台湾語: 中鋼集團總部大樓、英語: China Steel Corporation Headquarters）は台湾高雄市前鎮区にある高雄港に隣接する中国鋼鉄グループ（中鋼集団）の総部（本部）として建てられた高層オフィスビル。高雄港の都市再開発エリア「高雄多功能経済貿易園区」の核心エリアである亜洲新湾区内にあり、ビル単体の開発計画ではなく、近隣はイケアやカルフールなどの大型商業施設も進出している。周辺の高雄市立図書館総館、高雄展覧館を合わせて一帯は絶好の夜景スポットとして定着している。

## 概要
2006年11月に着工し、同月22日に董事長参列の下で起工式典が行われた。2009年12月22日に上棟式を、
2012年10月22日に落成式典を開催。
台湾で新竹駅、彰化駅、雲林駅（いずれも台湾高速鉄道）の駅舎や嘉義県の故宮南院で実績をもつ建築家の姚仁喜（クリス・ヤオ）が設計を、永峻結構工程顧問が建築構造設計手掛けている。中鋼傘下の国内ゼネコン聯鋼営造の施工により、総事業費約40億ニュー台湾ドルを投じて建設された。
地上29階、地下4階の総部ビルはスチール・フレーム構造で、施工は複数フロアの同時順打ち工法で進められた。中国古代の青銅器である4本足の鼎をモチーフに質実剛健さ、縁起のよさ、調和を表現している。8フロアごとに凹凸が12.5度反転する捻りが加えられた外観が最大の特徴。
外壁の銀引きガラスウォールは屋外側が厚さ32ミリ（10ミリの二層ガラス間に12ミリの空気層を挟む）のLow-E複層ガラス、屋内側は厚さ8ミリの単層平ガラスで構成された複層ガラスウォールが採用されている。外壁ガラスの表面積は32,000平方メートル。
中鋼集団傘下の各企業の他、竣工初期から兆豊銀行やデロイト台湾（デロイト トウシュ トーマツの台湾現地加盟事務所）、米国在台湾協会高雄分処が入居しているほか、2016年以降は日本の三菱UFJ銀行高雄支店も進出している。

### 受賞

#### 設計・デザイン
2013年、米国の建築界ウェブマガジンが主催する建築賞「Architizer A+ アワード」のオフィスビル（16階建て以上）部門で首位を獲得しているほか、
2014年、米国アテナイオン博物館主催の「インターナショナル・アーキテクチャー・アワード」に選出された。

#### 親環境・グリーン建築
台湾政府（内政部建築研究所）が制定し、財団法人台湾建築中心が認定を行う『緑建築標章』（EEEW、緑の建築）で9項目中8項目で認定を取得し、5段階中最高ランクの「鑽石級（ダイヤモンド級）」を取得している。また、高雄市政府による第1回『高雄厝緑建築大奨』（私有建築・商業建築部門）を受賞している。

### 立地
成功二路と復興三路の交差点南東角にあり、成功路対面には高雄ライトレールの軟体園区駅が設置されている。

## ギャラリー

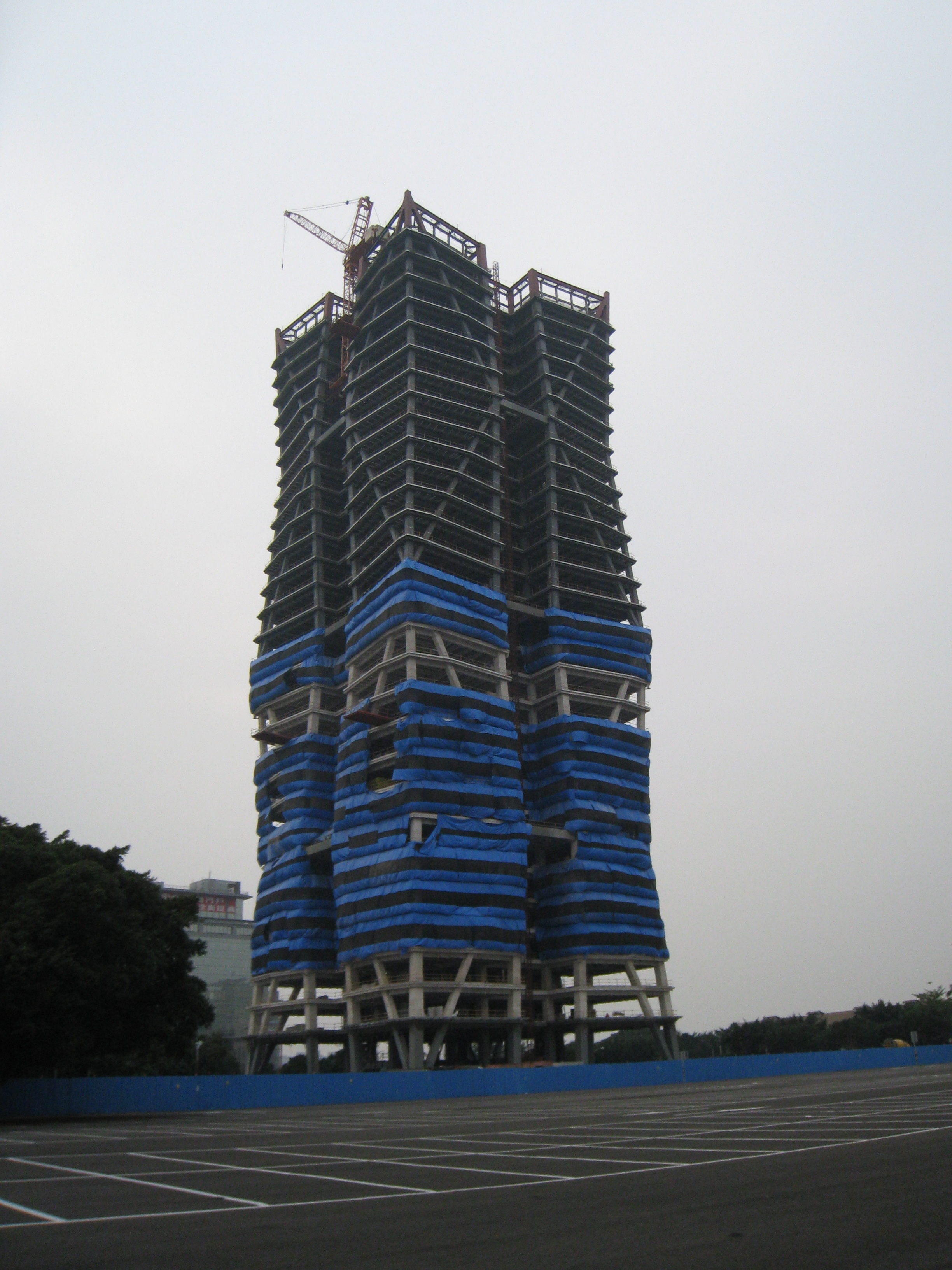
建設中（2011年）
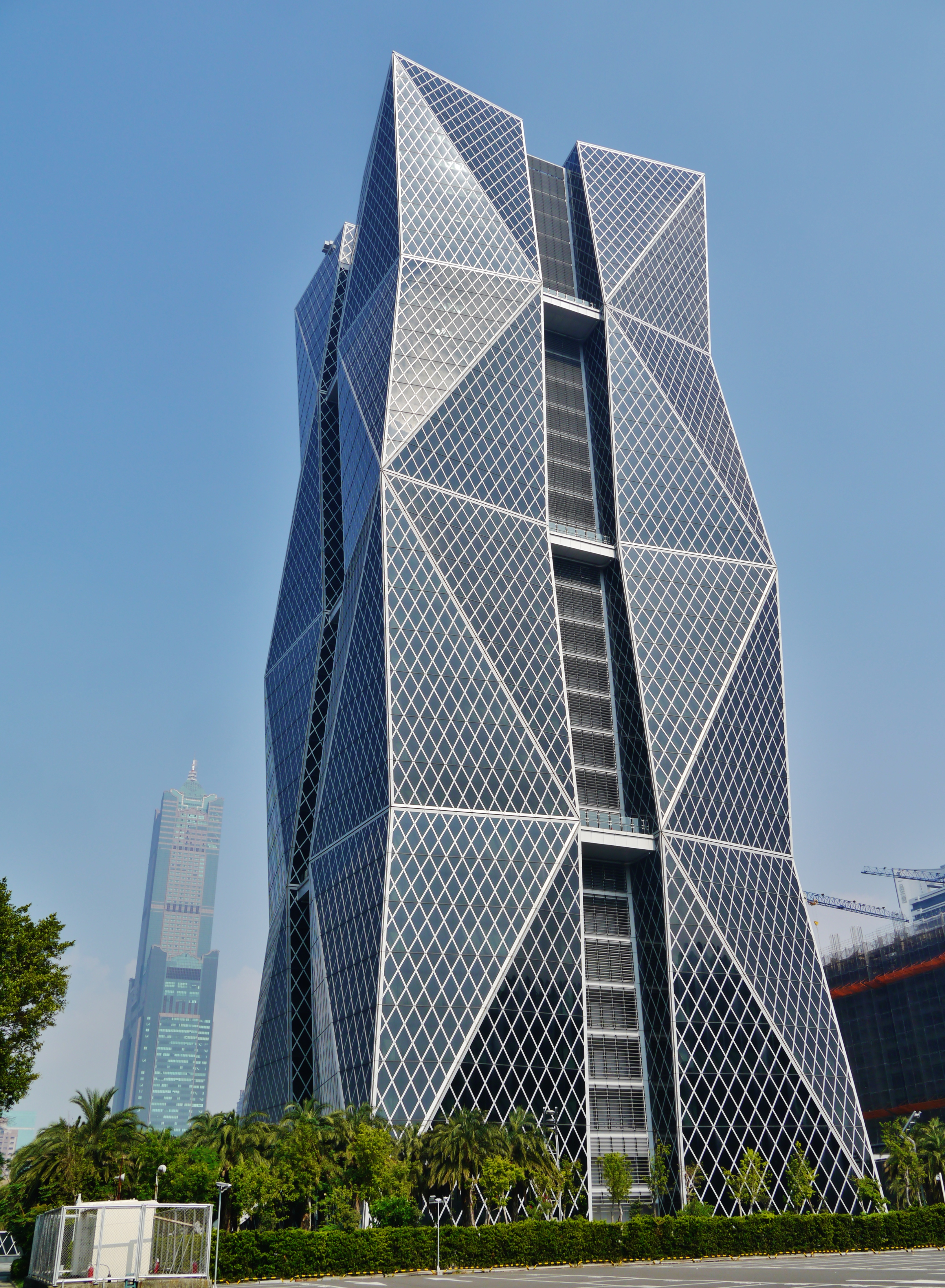
奥は高雄85ビル
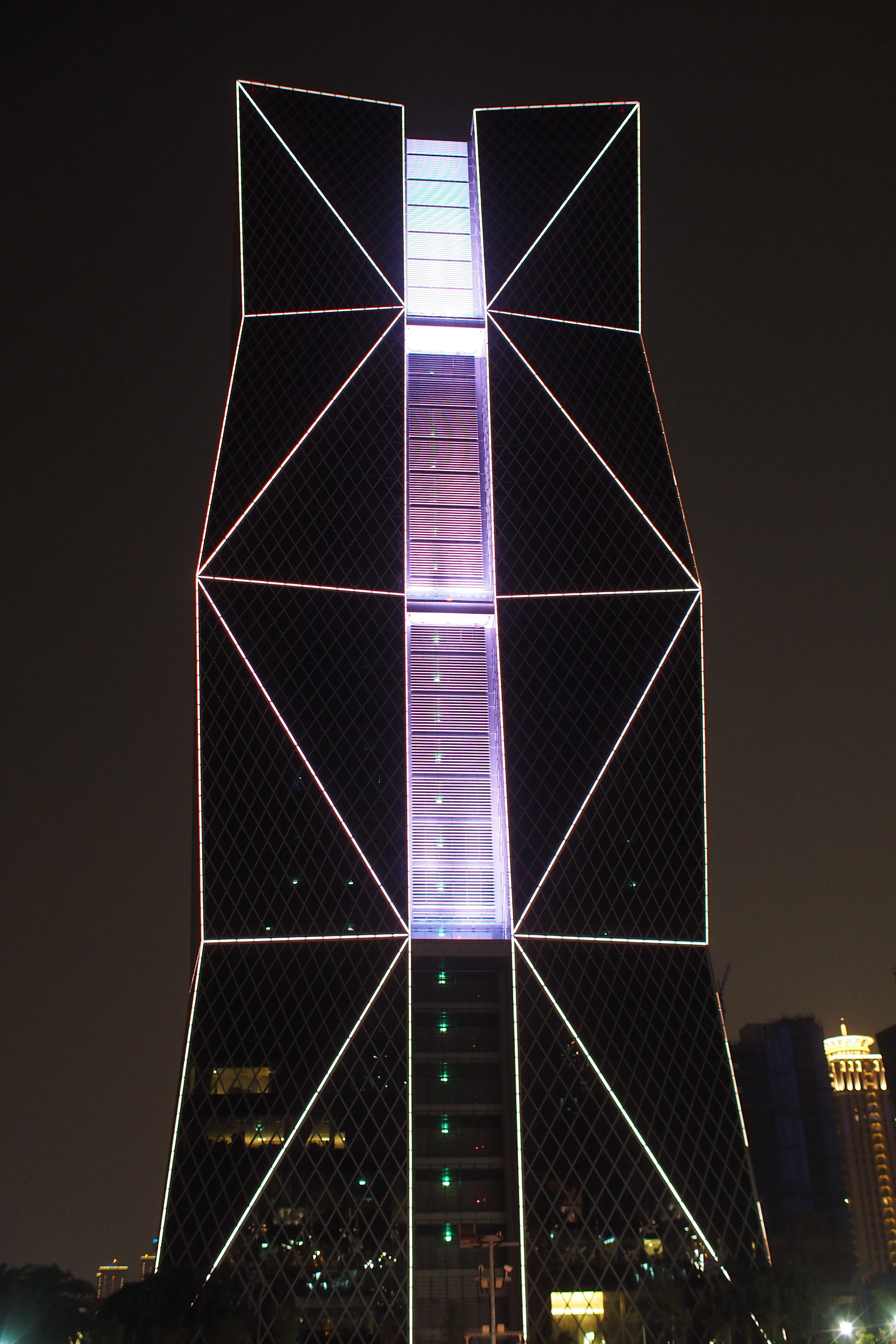
夜景

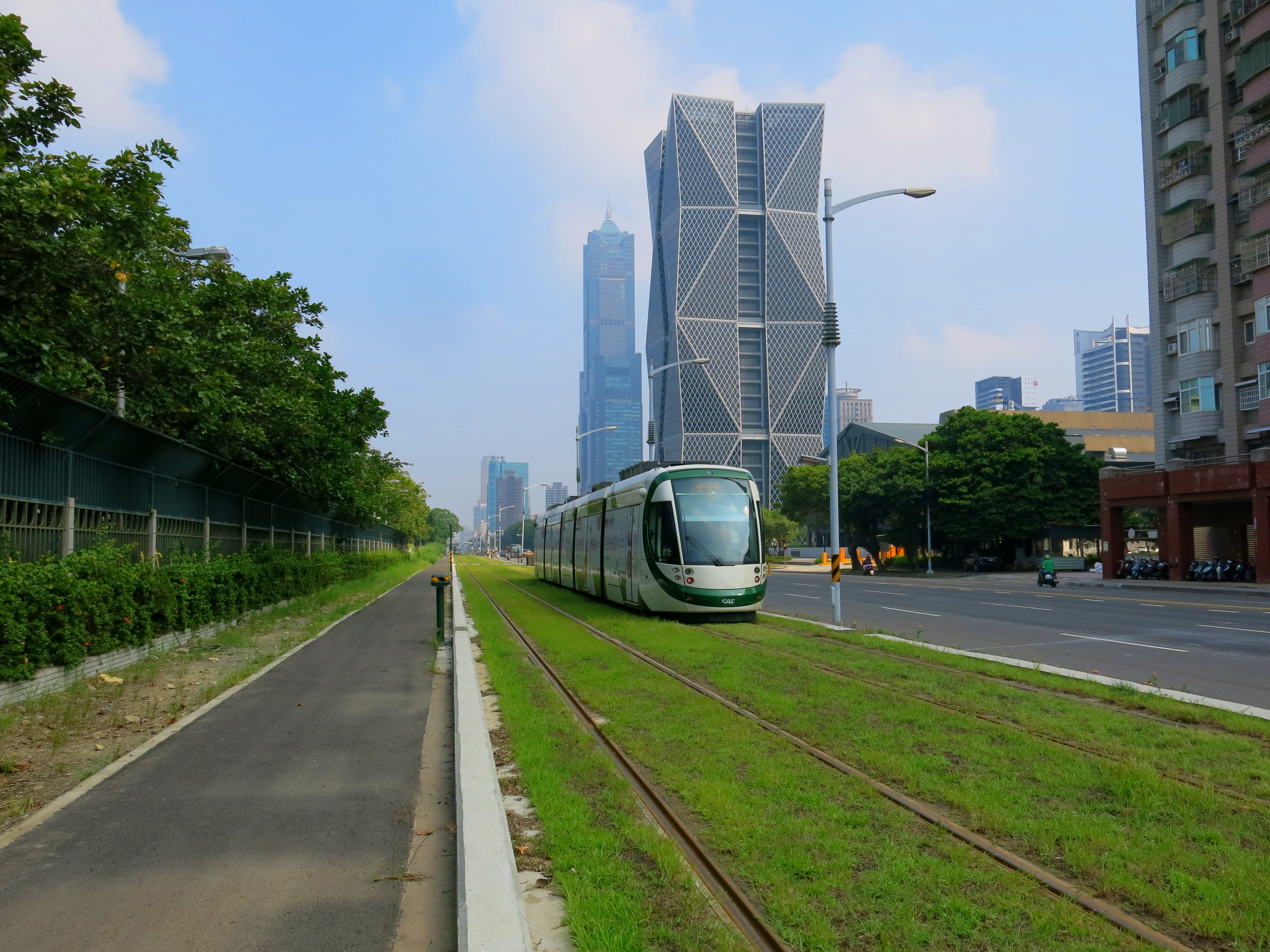
総部大楼をバックに走行中の高雄ライトレール
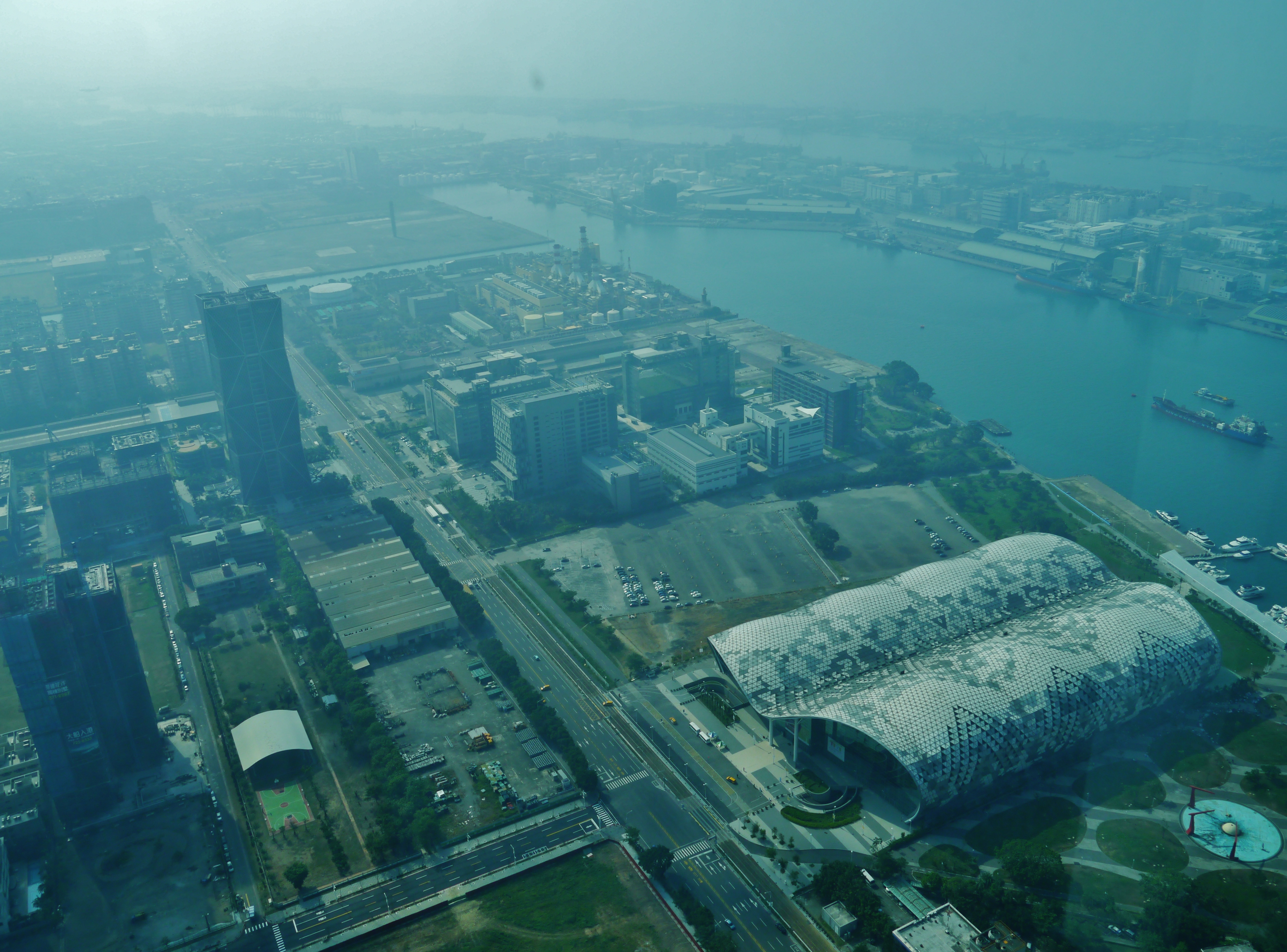
高雄85ビルから眺めた総部大楼（左手中央）と高雄展覧館（右下）

### 註釈
1. ↑  なお、中国鋼鉄公司自体の本社ビルは同市小港区中鋼路1号に所在する。